# Sericothrips cingulatus
Sericothrips cingulatus är en insektsart som beskrevs av Harold R. Hinds 1902. Sericothrips cingulatus ingår i släktet Sericothrips och familjen smaltripsar. Inga underarter finns listade i Catalogue of Life.